# Nicolaus Maurus
Nicolaus Maurus (eigentlich: Mohr; * 1483 in Sankt Goarshausen; † 26. November 1539 in Frankfurt am Main) war ein deutscher lutherischer Theologe.

## Leben
Sein Vater hatte bereits vor seiner Geburt in Worms gewohnt, wo Maurus sich seine erste wissenschaftliche Bildung erwarb. Erstmals trat Maurus 1520 als Kantor an der Magnuskirche auf und 1523 in eben derselben Funktion, sowie als Kanoniker an der St. Andreasstiftskirche in Worms. In Worms hatte er Martin Luther kennengelernt, der auf dem Reichstag zu Worms gewesen war und für dessen Überzeugungen er sich begeisterte. Ihm folgte er am 18. Februar 1523 nach Wittenberg, wo er bei seinem Freund Friedrich Bauer unterkam. Mit Bauer kehrte er nach Worms zurück und wurde Pfarrer der lutherischen Gemeinde an der Georgenkirche.
Unter den Eindrücken der Reformationszeit hatte sich Maurus in Worms gegen den herrschenden Zölibatskodex verehelicht. Als Vertreter der neuen lutherischen Lehre musste er mit Bauer manche Anfeindungen von den scholastischen Kirchenvertretern erdulden. Luther reagierte daraufhin in einem Brief an die Wormser. Nachdem die Lutherische Gemeinde durch den Rat unterstützt immer mehr an Bedeutung erlangte, verließ Maurus 1524 Worms. Er wurde Diakon in Weißenburg, 1526 war er der erste evangelische Pfarrer in Darmstadt, übernahm dort 1527 die Superintendentur und ging 1529 als Pfarrer nach Zwingenberg an der Bergstraße.
Dort ist er jedoch 1531 nicht mehr nachweisbar. Im Jahr 1535 taucht er in Frankfurt am Main auf, wo er sich als Nachfolger der Predigerstelle des Dionysius Melander beim Frankfurter Rat bewarb. Trotz mancher Anfeindungen und gegen den Willen des Landgrafen Philipp I., erhielt Maurus im August 1536 die Stelle des Predigers an der Katharinenkirche. Als Gegner der Reformierten etablierte Maurus nun den lutherischen Part der evangelischen Kirche in Frankfurt. Dabei arbeitete er eng mit Peter Geltner zusammen und sorgte unter anderem dafür, dass die reformierten Theologen wie Peter Chomberger und Johann Bernhard Frankfurt verließen. Der von Zeitzeugen als aufbrausender Mensch geschilderte Maurus verstarb aber bald und wurde in der Katharinenkirche beigesetzt. Maurus, der sich auch an einem bisher unbekannten Ort den akademischen Grad eines Magisters erworben hatte, blieb als Kirchenliedkomponist in Erinnerung. So hatte den CXIV Psalm der Bibel „Da Israel aus Ägypten zog“ übertragen, welches in das Frankfurter Gesangbuch Eingang fand.